# Quick Charge
Quick Charge, abgekürzt QC, ist die Bezeichnung für ein ursprünglich proprietäres Verfahren zur Übertragung von elektrischer Leistung über die USB-Schnittstelle durch Steuerung der Versorgungsspannung des Adapter wie ein QC-konformes Steckernetzteil durch ein daran angeschlossenes Gerät. Das Verfahren dient vorwiegend dem schnellen Laden von Mobilgeräten wie darauf ausgelegten Smartphones, Tabletcomputer oder Powerbanks. Quick Charge ist eine Konkurrenzschnittstelle zu der ebenfalls proprietären USB-Ladeschnittstelle VOOC von Oppo Electronics, welche ähnlich wie Huawei SuperCharge funktioniert.
Die Kommunikation und die Spannungssteuerung des QC-Adapters erfolgt über die Datenleitungen von USB 2.0 vom zu ladenden Gerät aus. Dabei wird in einer Abfolge verschieden hoher Signalisierungsspannungen auf den Datenleitungen vom angeschlossenen Gerät die gewünschte Versorgungsspannung gewählt. Der Adapter wertet dieses Signalisierungsspannungen aus und liefert die verschieden hohe Versorgungsspannungen. Diese Steuerung und das restriktive Verhalten seitens der notwendigen Steuerlogik des QC-Netzteils bei der Einstellung der höheren Spannungen dient dazu, um Schäden an angeschlossenen USB-Geräten durch die bis zu 20 V zu vermeiden und um auch nicht QC-fähige Geräte mit den üblichen auf 5 V weiterhin, aber langsamer, laden zu können.

## Technik

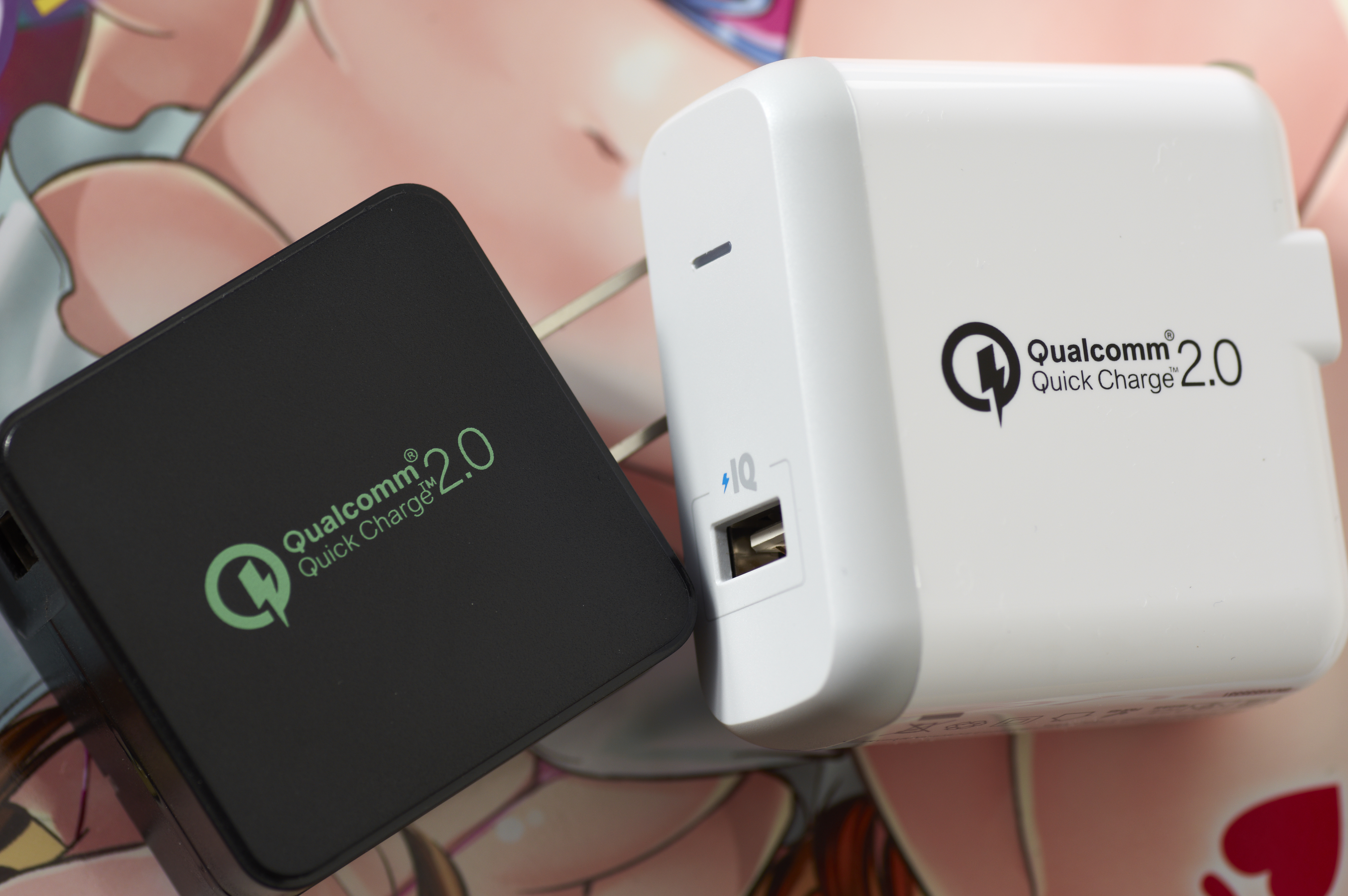
USB-Netzteile für Quick Charge 2.0.

Da die elektrische Spannung an herkömmlichen USB-Anschlüssen auf 5 V festgelegt ist und die Kontakte der eingesetzten USB-Stecker in der Stromtragfähigkeit auf 2 A begrenzt sind, ist damit die maximale übertragbare Leistung ohne Gefahr durch Überhitzung auf 10 W beschränkt. Bei Quick Charge kann vom angeschlossenen Gerät aus über die im Ladevorgang nicht verwendeten beiden Datenleitungen der USB-Schnittstelle das QC-Netzteil auf eine höhere elektrische Versorgungsspannung bis 20 V umgeschaltet werden. Je nach QC-Version erfolgt diese Spannungswahl durch Auswahl fixer höherer Spannungen wie 9 V, 12 V oder 20 V oder ab QC-3 optional in kleineren Stufen. Des Weiteren sind im Laderegler des Mobilgeräts und im USB-Netzteil Temperatursensoren angebracht, um einer Überhitzung vorzubeugen.
Durch die höhere Spannung an der USB-Schnittstelle kann, bei identer Stromtragfähigkeit der eingesetzten Steckkontakte, eine größere Leistung übertragen werden und so die Aufladung von Akkumulatoren in darauf ausgelegten Mobilgeräten beschleunigt werden. Die erhöhte Spannung wird innerhalb des Endgerätes im Rahmen des Ladereglers üblicherweise auf die jeweils für den Akku erforderliche Spannung wieder abwärts gewandelt.
Die je nach Version von Quick Charge unterschiedlichen Spannungen und Ladeleistungen sind in nachfolgender Tabelle zusammengefasst:
| Version          | Spannung auf USB-Schnittstelle                                         | Maximaler Ladestrom                      | Maximale Ladeleistung           | Entwicklungsjahr |
| ---------------- | ---------------------------------------------------------------------- | ---------------------------------------- | ------------------------------- | ---------------- |
| Quick Charge 1.0 | 6,3 V                                                                  | 1,5 A                                    | 9,45 W                          | 2013             |
| Quick Charge 2.0 | 5 V, 9 V, 12 V (20 V bei Revision B)                                   | 2 A, 1,67 A                              | 18 W                            | 2014             |
| Quick Charge 3.0 | Wie Quick Charge 2.0 und zusätzlich 3,6 V bis 20 V, in Stufen zu 0,2 V | 2,6 A oder 4,6 A                         | 36 W                            | 2016             |
| Quick Charge 4   | 3,6 V bis 20 V, in Stufen von 0,2 V über QC; 5 V, 9 V über USB-PD      | 3 A oder 5 A                             | 100 W                           | 2017             |
| Quick Charge 4+  | 5 V, 9 V über USB-PD; 3,6 V bis 20 V in Stufen zu 0,2 V über QC        | 3 A via USB-PD; 2,5 A oder 4,6 A über QC | 27 W über USB-PD; 100 W über QC | 2017             |
| Quick Charge 5   |                                                                        |                                          | >100 W                          | 2020             |

Die Spannungssteuerung des QC-Adapters erfolgt durch unterschiedlich hohe Signalspannungen auf den beiden USB-Datenleitungen D+ und D- nach folgender Tabelle. Diese Steuerspannungen werden vom angeschlossenen Gerät festgelegt und mittels Komparatoren im QC-Adapter ausgewertet.
| D+    | D-          | Adapterspannung                                                              |
| ----- | ----------- | ---------------------------------------------------------------------------- |
| 0,6 V | 0,6 V       | 12 V (Festspannung)                                                          |
| 3,3 V | 0,6 V       | 9 V (Festspannung)                                                           |
| 0,6 V | 3,3 V       | Einstellbare Spannung (Continuous Mode) 3,6 V bis 20 V in Schritten zu 0,2 V |
| 3,3 V | 3,3 V       | 20 V (Festspannung)                                                          |
| 0,6 V | 0,0 V (GND) | 5 V (Festspannung)                                                           |

Zusätzlich zu diesen Signalspannungen sind auch bestimmte zeitliche Vorgaben einzuhalten. In der Zeile mit einer einstellbaren Spannung, auch als Continuous Mode bezeichnet, geht der Adapter in einen speziellen Betriebsmodus bei welchem das zu ladende Gerät durch eine Abfolge von zeitlich festgelegten Impulsen auf den D+ bzw. D-Leitungen die Versorgungsspannung in kleinen Schritten von 200 mV im Bereich von 3,3 bis 20 V inkrementieren bzw. dekrementieren kann. Diese Methode erlaubt eine optimale Einstellung auf die Leistungsanforderungen und minimiert Verluste im Laderegler.

## Besonderheiten
Qualcomm QuickCharge 3.0 ist abwärtskompatibel zu QuickCharge 2.0. Mit den Ende 2017 erschienenen Versionen Quick Charge 4.0 und 4.0+ ist Quick Charge nun zu dem USB-PD-Standard (Power Delivery) und USB-C (USB-Stecker Typ C) kompatibel.
Ungeeignet für Quick Charge sind die sogenannten Schnellladekabel. Bei diesen sind die beiden Datenleitungen des USB-Standards kurzgeschlossen, damit dem angeschlossenen Gerät signalisiert wird, dass es eine unbegrenzte Stromstärke, bei der regulären Spannung des USB-Busses von 5 V ziehen kann. Quick Charge benötigt diese Datenleitungen für die spezifische Spannungssteuerung des Adapters.